# Allochernes contarinii
Espèce
Allochernes contarinii est une espèce de pseudoscorpions de la famille des Chernetidae.

## Distribution
Cette espèce est endémique d'Émilie-Romagne en Italie. Elle se rencontre vers Brisighella.

## Publication originale
- Callaini, 1991 : Due interessanti pseudoscorpioni dell'Italia centro-settentrionale (Arachnida). Bollettino del Museo Civico di Storia Naturale di Verona, vol. 15, p. 265-272.